# Häschenspiel (Legepuzzle)
Das Häschenspiel ist ein dem Tangram verwandtes Legepuzzle, das um 1900 in Frankreich als Question du Lapin entstand.
Fünf Achtecke mit den ausgestanzten Umrissen
- eines Pferdekopfes,
- eines Katzenkopfes,
- einer Schildkröte,
- einer Glockenblume und
- einer Vase

müssen so übereinander gelegt werden, dass sich die Silhouette eines Hasen ergibt. Insgesamt sind 65.536 Legekombinationen möglich.